# Bruno Uvini
Bruno Uvini Bortolança (* 3. Juni 1991 in Capivari, São Paulo), kurz Bruno Uvini, ist ein brasilianischer Fußballspieler. 

## Karriere

### Verein
Bruno Uvini begann seine Karriere bei Pão de Açúcar und wechselte 2007 in die Jugend des FC São Paulo. 2012 wechselte er zum SSC Neapel.

### Nationalmannschaft
2011 wurde Bruno Uvini mit der U-20-Auswahl Brasiliens Weltmeister und in allen sieben Spielen eingesetzt.
2012 nahm er mit der Olympiamannschaft an den Olympischen Spielen in London teil. Im Finale musste sich Brasilien mit 1:2 der mexikanischen Mannschaft geschlagen geben. Uvini kam nur im Halbfinale zu einem Kurzeinsatz, als er in der 83. Minute eingewechselt wurde.
Am 26. Mai 2012 gab er bei einem Freundschaftsspiel gegen Dänemark sein Debüt in der A-Nationalmannschaft.

## Erfolge

### Nationalmannschaft
- Olympisches Fußballturnier: Silbermedaille 2012
- U-20-Weltmeister: 2011